# Charagua Airport
Charagua Airport är en flygplats i Bolivia.   Den ligger i departementet Santa Cruz, i den sydöstra delen av landet, 230 km öster om huvudstaden Sucre. Charagua Airport ligger 786 meter över havet.
Terrängen runt Charagua Airport är platt åt sydost, men åt nordväst är den kuperad. Trakten runt Charagua Airport är nära nog obefolkad, med mindre än två invånare per kvadratkilometer.. Närmaste större samhälle är Charagua, 1,2 km sydväst om Charagua Airport.
I omgivningarna runt Charagua Airport växer i huvudsak lövfällande lövskog.